# Área de Proteção Ambiental do Rio Curiaú
A área de proteção ambiental do Rio Curiaú é uma unidade de conservação brasileira de uso sustentável da natureza localizada na região sul do estado do Amapá, no município de Macapá. A foz do rio Curiaú no rio Amazonas encontra-se em seu interior.
A cerca de oito quilômetros da cidade de Macapá, a APA tem como objetivo a proteção e conservação dos recursos naturais e ambientais da região. Em paralelo, os moradores lutam para preservar, além da beleza natural da região, a memória dos antigos escravos, trazidos no século XVIII para a construção da Fortaleza de São José do Macapá. Foram eles os formadores dos pequenos núcleos familiares que originaram o antigo quilombo (atual vila) do Curiaú, constituído por dois núcleos populacionais - o "Curiaú de Dentro" e o "Curiaú de Fora" -, assim como as demais comunidades existentes na área, a "Casa Grande" e o "Curralinho". Juntas, essas comunidades abrigam cerca de 1.500 pessoas, constituindo-se em dos raros remanescentes de quilombo existentes no país.